# Zwelhaai
De zwelhaai (Cephaloscyllium ventriosum) is een vissensoort uit de familie van de kathaaien (Scyliorhinidae). De wetenschappelijke naam van de soort is voor het eerst geldig gepubliceerd in 1880 door Garman.

## Kenmerken
Deze haai heeft een variabele tekening met stippen en donkerbruine vlekken. De lichaamslengte is 100 cm.

## Leefwijze
Dit nachtactieve dier overvalt slapende vissen, terwijl hij langzaam over de zeebodem en door zeegrasvelden glijdt. Overdag rust hij meestal roerloos in een hol. Als hij zich bedreigd voelt, pompt hij zich vol met water en lucht, waardoor hij groter lijkt, hetgeen vaak afschrikwekkend werkt bij predatoren. Op deze manier kan hij zich ook in rotsspleten vastzetten.

## Verspreiding en leefgebied
Deze soort komt voor in de noordoostelijke en zuidelijke Grote Oceaan.